# Vittorio Zaccaria
Vittorio Zaccaria (Ferrara, 3 agosto 1916 – Padova, 19 maggio 2015) è stato un filologo e critico letterario italiano, studioso di Dante, Petrarca e, infine, di Boccaccio, di cui curò l'edizione critica delle opere latine.

## Biografia
Nato a Ferrara nel 1916, si laureò nel 1939 in lettere nella città natale. Partecipò come alpino nella Seconda guerra mondiale e, dopo la fine del conflitto bellico, si dedicò all'insegnamento di italiano, storia e latino in vari licei a Padova (insegnò al Tito Livio tra il 1949 e il 1961) e a Castelfranco Veneto. Nel 1969 iniziò la sua carriera accademica: nominato docente di filologia dantesca e di lingua e letteratura italiana presso l'Università di Padova, nel 1976 si trasferì nell'ateneo di Trieste per poi ritornare a Padova dove fu nominato professore ordinario di lingua e letteratura italiana, carica che manterrà dal 1979 al 1991, anno del pensionamento. Fu socio effettivo dell'Accademia Galileiana di Padova e nominato "Padovano Eccellente" nell'anno 2003.
Per quanto riguarda l'attività scientifica, Zaccaria si distinse nel campo della filologia e della critica dantesca e petrarchesca e negli studi sull'umanesimo, sul Settecento, sul romanticismo italiano e sul Novecento, ma fu soprattutto Boccaccio il suo principale campo d'indagine, come ricordato anche nella recensione di Caterina Griffante dell'opera Studi in onore di Vittorio Zaccaria, edita nel 1987 a cura di Marco Pecoraro. Nella veste di filologo boccacciano, dantesco e petrarchesco, infatti, fu collaboratore di Giuseppe Billanovich e di Vittore Branca nella riscoperta del Boccaccio "latinista", influenzato in questa veste dall'amico Petrarca, curando l'edizione critica delle opere scritte in quell'idioma.
Morì nel maggio 2015, quasi centenario.

## Opere

### Curatele
- (LA, IT) Giovanni Boccaccio, De casibus virorum illustrium, a cura di Pier Giorgio Ricci e Vittorio Zaccaria, collana Tutte le opere di Giovanni Boccaccio, a cura di Vittore Branca, vol. 9, Milano, Mondadori, 1983, SBN CFI0008467.

- (LA, IT) Giovanni Boccaccio, De mulieribus claris, a cura di Vittorio Zaccaria, collana Tutte le opere di Giovanni Boccaccio, a cura di Vittore Branca, vol. 10, 2ª ed., Milano, Mondadori, 1970, SBN MIL0103423.
- (LA, IT) Giovanni Boccaccio, Genealogie deorum gentilium, libri 1-11, a cura di Vittorio Zaccaria, collana Tutte le opere di Giovanni Boccaccio, a cura di Vittore Branca, vol. 7/8.1, Milano, Mondadori, 1998, SBN MIL0562685.
- (LA, IT) Giovanni Boccaccio, Genealogie deorum gentilium, libri 12-15;, a cura di Vittorio Zaccaria, collana Tutte le opere di Giovanni Boccaccio, a cura di Vittore Branca, vol. 7/8.2, Milano, Mondadori, 1998, SBN MIL0562685.

### Saggi
- Vittorio Zaccaria, Pier Candido Decembrio traduttore della "Repubblica" di Platone, in Italia Medioevale e umanistica, vol. 2, Padova, Antenore, 1959,  pp. 180-206, SBN UTO1273759.
- Vittorio Zaccaria, Pier Candido Decembrio e Leonardo Bruni: notizie dall'epistolario del Decembrio, in Studi medievali, vol. 3, n. 1, Spoleto, Centro italiano di studi sull'alto medioevo, 1967,  pp. 505-554, SBN UBO4068604.
- Vittorio Zaccaria, Dante e il Veneto, in Atti e memorie dell'Ateneo veneto: rivista mensile di scienze, lettere ed arti, vol. 2, Venezia, M. Fontana, 1968,  pp. 293-318, SBN VEA1108990.
- Vittorio Zaccaria, Ancora sul "De mulieribus claris", in Studi sul Boccaccio, vol. 7, Firenze, Sansoni, 1973,  pp. 246-270, SBN UBO4007693.
- (LA, IT) Vittorio Zaccaria, Le epistole e i carmi di Antonio Loschi durante il cancellierato visconteo, in Atti della Accademia nazionale dei Lincei. Classe di scienze morali, storiche e filologiche. Memorie, vol. 18, n. 5, Roma, Accademia nazionale dei Lincei, 1975,  pp. 368-443, SBN NAP0083552.
- Vittorio Zaccaria, Roberto Pappafava letterato veneziano del secolo XVIII, in Atti e Memorie dell'Accademia Galileiana di Scienze, Lettere ed Arti, vol. 89, Padova, La Garangola, 1976-1977,  pp. 115-126, SBN PUV1183348.
- Vittorio Zaccaria, A margine di una nuova edizione critica del Decameron, in Giornale italiano di filologia: rivista trimestrale di cultura, Armanni, Napoli, 1977,  pp. 72-97, SBN RMS2603803.
- Vittorio Zaccaria, Per l'edizione dell'Achilles di Antonio Loschi: il codice mussatiano Holkham Hall 425, in Medioevo e Umanesimo, n. 34, Padova, Antenore, 1979,  pp. 255-265, SBN VIA0135786.
- Vittorio Zaccaria, Il canto undicesimo del Paradiso, Mantova, Grassi, 1981, SBN SBL0620255.
- Vittorio Zaccaria, Presenze del Petrarca nel Boccaccio latino, in Atti e memorie dell'Accademia patavina di scienza, lettere ed arti, vol. 99, Padova, Società cooperativa tipografica, 1986-1987,  pp. 245-266, SBN PUV0503588.
- Vittorio Zaccaria, L'interpretazione delle rime del Petrarca di Giacomo Leopardi e il petrarchismo leopardiano, in Pagine scelte dagli Scritti sul Petrarca di G. Leopardi, Padova, Centrostampa Palazzo Maldura, 1989, SBN PUV0619804.
- Vittorio Zaccaria, Il fuoco nella Divina Commedia, in Atti e Memorie dell'Accademia Galileiana di Scienze, Lettere ed Arti, vol. 106, Padova, La Garangola, 1993-1994,  pp. 43-68, SBN PUV1183336.
- Vittorio Zaccaria, Le Rime degli Accademici Eterei e la cultura accademica padovana del Cinquecento, in Atti e Memorie dell'Accademia Galileiana di Scienze, Lettere ed Arti, vol. 108, Padova, La Garangola, 1995-1996,  pp. 83-92, SBN PUV1183329.
- Vittorio Zaccaria, Due accademici traduttori e il Leopardi e il Foscolo (Preromanticismo nel Veneto), in Atti e Memorie dell'Accademia Galileiana di Scienze, Lettere ed Arti, vol. 110, Padova, La Garangola, 1997-1998,  pp. 87-98, SBN PUV1183333.
- Vittorio Zaccaria, La difesa della poesia: dal Petrarca alle Genealogie del Boccaccio, in Atti e Memorie dell'Accademia Galileiana di Scienze, Lettere ed Arti, vol. 111, Padova, La Garangola, 1998-1999,  pp. 211-229, SBN PUV1183349.
- Vittorio Zaccaria, Due nostri Accademici e il Tommaseo, in Atti e Memorie dell'Accademia Galileiana di Scienze, Lettere ed Arti, vol. 111, Padova, La Garangola, 1998-1999,  pp. 3-18, SBN PUV1183347.
- Vittorio Zaccaria, Il salto di Leucade: tragedia di Giovanni Pindemonte, in Atti e Memorie dell'Accademia Galileiana di Scienze, Lettere ed Arti, vol. 112, Padova, La Garangola, 1999-2000,  pp. 8-25, SBN PUV1321130.
- Vittorio Zaccaria, Boccaccio narratore, storico, moralista e mitografo, Firenze, L. S. Olschki, 2001, ISBN 88-222-5035-4.
- Vittorio Zaccaria, Il primo e l'ultimo Parini, in Atti e Memorie dell'Accademia Galileiana di Scienze, Lettere ed Arti, vol. 119, Padova, La Garangola, 2006-2007,  pp. 143-150, SBN PUV1180999.